# Шульгін Микола Павлович
Микола Павлович Шульгін (19 грудня 1915 , Петроград  — 9 жовтня 1995 , Київ ) — український радянський політичний та партійний діяч, інженер. Міністр будівництва і експлуатації автомобільних шляхів УРСР. Депутат Верховної Ради УРСР 6—11-го скликань. Кандидат у члени ЦК КПУ в 1961—1981 роках.

## Біографія

Могила Миколи Шульгіна, Байкове кладовище

Народився 19 грудня 1915 року в багатодітній родині службовця в Петрограді, тепер Санкт-Петербург, Росія. 1917 року родина переїхала на проживання до міста Юзівки (тепер Донецька).
Закінчив Сталінський будівельний технікум.
У 1931—1934 роках — землекоп, арматурник, десятник, технік, старший технік будівельних управлінь на Донбасі і Запоріжжі. У 1934 році — старший виконроб будівництва Івановської машинно-тракторної станції (МТС) у Саратовській області РРФСР.
У 1934—1940 роках — конструктор, старший конструктор науково-дослідного сектора і проектного бюро Індустріального інституту міста Сталіно; керівник групи з проектування і реконструкції шахт проектної контори тресту «Донбасвугілля»; заступник начальника будівельного відділу проектної контори «Донвуглепроект».
Без відриву від виробництва закінчив три курси факультету гірничої справи Сталінського гірничого інституту, потім вчився на факультеті промислового і цивільного будівництва Московського інституту інженерів комунального будівництва.
У 1939 році закінчив Московський інститут інженерів комунального будівництва.
У 1940—1943 роках — у лавах Червоної армії: писар, старший розвідник-спостерігач батареї управління, начальник обчислювальної команди штабу 100-ї гаубичної артилерійської Севської бригади на Північно-Західному, Центральному, Білоруському, 1-му Білоруському фронтах. Учасник німецько-радянської війни.
Член ВКП(б) з 1943 року.
У 1945—1950 роках — головний інженер проектної контори «Облкомунпроект» Сталінської області; головний інженер проектної контори «Облпроект» Сталінської області.
У 1950—1953 роках — заступник голови, у 1953—1954 роках — 1-й заступник голови виконавчого комітету Сталінської міської ради депутатів трудящих Сталінської області.
У 1954—1959 роках — 2-й секретар Сталінського міського комітету КПУ Сталінської області.
У 1959—1960 роках — заступник голови виконавчого комітету Сталінської обласної ради депутатів трудящих.
У 1960—1968 роках — 1-й секретар Донецького міського комітету КПУ.
У листопаді 1968 — 29 квітня 1987 року — міністр будівництва і експлуатації автомобільних шляхів УРСР.
У 1970 році заснував Державний інститут дорожніх досліджень, тепер — «ДерждорНДІ» імені Миколи Шульгіна.
З 1987 року — на пенсії в Києві. Помер на 80-му році життя 9 жовтня 1995 року. Похований разом з дружиною на Байковому кладовищі (ділянка № 49а, 50°24′59.55″ пн. ш. 30°30′5.01″ сх. д. / 50.4165417° пн. ш. 30.5013917° сх. д.).

## Звання
- старшина

## Нагороди
- орден Леніна
- орден Жовтневої Революції
- орден Трудового Червоного Прапора
- орден «Знак Пошани»
- орден Дружби народів
- орден Вітчизняної війни 2-го ст. (1944)
- орден Вітчизняної війни 1-го ст. (1985)
- орден Червоної Зірки (1943)
- медалі
- лауреат Державної премії Української РСР в галузі науки і техніки.